# (4463) Marschwarzschild
(4463) Marschwarzschild ist ein Hauptgürtelasteroid, der am 28. Oktober 1954 vom Goethe-Link-Observatorium aus entdeckt wurde.
Der Asteroid wurde nach Martin Schwarzschild (1912–1997), dem Sohn von Karl Schwarzschild, benannt.